# The FP
Pour plus de détails, voir Fiche technique et Distribution.
The FP est un film américain réalisé par Brandon Trost et Jason Trost, sorti en 2011. Il a pour suite FP2: Beats of Rage, sorti en 2018.

## Synopsis
Dans un futur post-apocalyptique, les gangs s'affrontent sur une version mortelle de Dance Dance Revolution.

## Fiche technique
- Titre : The FP
- Réalisation : Brandon Trost et Jason Trost
- Scénario : Jason Trost et Brandon Trost
- Musique : George Holdcroft
- Photographie : Brandon Trost
- Montage : Abe Levy
- Production : Christian Agypt et Brandon Barrera
- Société de production : 248 Productions, Secret Identity Productions et Trost Productions
- Société de distribution : Drafthouse Films (États-Unis)
- Pays de production :  États-Unis
- Genre : Action, comédie dramatique, science-fiction
- Durée : 82 minutes
- Date de sortie : 
  - États-Unis : 16 mars 2011

## Distribution
- Jason Trost : JTRO
- Brandon Barrera : BTRO
- Art Hsu : KCDC
- Caitlyn Folley : Stacy
- James DeBello : Beat Box Busta Bill
- Bryan Goddard : Sugga Nigga
- Lee Valmassy : L Dubba E
- Nick Principe : BLT
- Michael Sandow : Jody
- Rachel Robinson : Lacy
- Natalie Minx : Macy
- Clifton Collins Jr. : C.C. Jam
- Dov Tiefenbach : Triple Decka 1K

## Distinctions
Le film a été présenté le 13 mars 2011 au festival South by Southwest.